# Sırasöğütler (Varto)
Sırasöğütler (en kurde Înaq ou Înax) était un village du district de Varto et est devenu en 1998 un quartier (mahalle) de Varto. Il fait ainsi partie du Kurdistan du Nord. Ce village comprend environ 1200 habitants.
Fondé par les ancêtres de la familles Alî Şemê, il comprend aujourd'hui une population à majorité dimillîs (Zazas).
Înaq est partagé en deux : Gundê jor (Village du haut)  et Gundê jêr (Village du bas). Le « Village du bas » a été fondé en 1987 à la suite du tremblement de terre pour permettre aux habitants de vivre dans des maisons décentes. En effet, dans le « Village du haut » les maisons étaient construites en pierre et en boue, sans confort ni sanitaires.

## Géographie
Le village se situe à 2 300 mètres d'altitude sur de hautes plaines. Ce qui rend les saisons particulièrement marquées. On a ainsi à la fois des hivers très rugueux et des étés très chauds[réf. souhaitée].

## Les familles
Dans le cadre de la politique d'assimilation de l'État turc, les Kurdes du Kurdistan du Nord ont été obligés de changer leurs noms de familles afin d'être considérés comme citoyens du pays (au profit d'un nom en turc). Ci-dessous entre les parenthèses on voit les noms changés en turc par famille, et aujourd'hui ces familles portent toujours les noms en turc.
1. Famille de Amer (Aydinkaya, Okyay, Gül)
2. Famille de Alî Semê ( Akdeniz,Karakas, Sarikaya,Mingur, çoban)
3. Famille de Sayê (Han, Bektas, Cicek, Günes)
4. Famille de Hamsê (Urkan)
5. Famille de Çolo et Sofi Ali (Bingol)
6. Famille de Aloyê Melekê (Sonmez, Kubilay, Avcil)
7. Famille de Ayso (Avinç)
8. Famille de Mordo(Yalçin)
9. Famille de Avlê Kezê (Akkoyun,Yesilkaya)
10. Famille de Nado(Bugday)
11. Famille de Awê (Dogan)
12. Famille de Moxilî (Akkaş)

## Religion
La population est à majorité composée de musulmans sunnite.
La population âgées pratique activement le sunnisme.

## Les Danses
1. Çepkî
2. Yashirme
3. Siviki

## La diaspora
On connait deux vagues majeures dans l’émigration de la population de Înaq. La première au début des années 1980 et une qui se déroule actuellement et qui concerne surtout les jeunes célibataires. Les émigrants se sont d'abord basés en Bretagne. Par la suite, la diaspora s'est surtout concentrée dans les Bouches-du-Rhône. Les villes concernées sont : Marseille, Martigues, Marignane ainsi que Avignon. On en trouve également dans les Yvelines et à Bordeaux.

## Les élections municipales 2024
Les élections municipales remportées par  MR Aydinkaya Yilmaz (Famille Amer) contre Han Nezer et Karakas (la famille Ali Shemé) ont été une énorme surprise, car depuis très longtemps, les élections étaient remportées par les Han (famille la plus nombreuses du village). Cette victoire marque un tournant dans la politique locale, soulignant un changement de dynamique et une nouvelle direction pour la gouvernance municipale.